# Ніколас Вігорс
Ніколас Аїлвард Вігорс (Nicholas Aylward Vigors, * 1785 — † 26 жовтня 1840) — ірландський зоолог і політик.
Вігорс народився в Старому Лейгліні (графство Карлоу). Він навчався в Триніті-коледжі, Оксфорд. Протягом Війни на Піренейскому півострові він служив в армії з 1809 до 1811 року, після чого повернувся до Оксфорда, здобувши вищу освіту в 1817 році.
Вігорс був засновником Лондонського зоологічного товариства в 1826 році, і його першим секретарем до 1833 року. У цьому році, він заснував Лондонське королівське етномологічне товариство. Він був членом Ліннеївського товариства і Лондонського королівського товариства. Він був автором 40 наукових робіт, здебільшого з орнітології. Він забезпечив матеріал для роботи Джона Гоулда «Сторіччя Птахів з Гімалайських гір» (1830–1832).
Вігорс успадкував маєток своїх батьків в 1828 році. Він був членом парламенту міста Карлоу з 1832 до 1835 року. Він стисло представив виборчий округ графства Карлоу в 1835 році. Його було обрано на додаткових виборах, але він був позбавлений місця скоро після виборів. Після смерті попередника він знову став представником графства Карлоу в 1837 році та зберігав посаду до своєї смерті.